# Eci

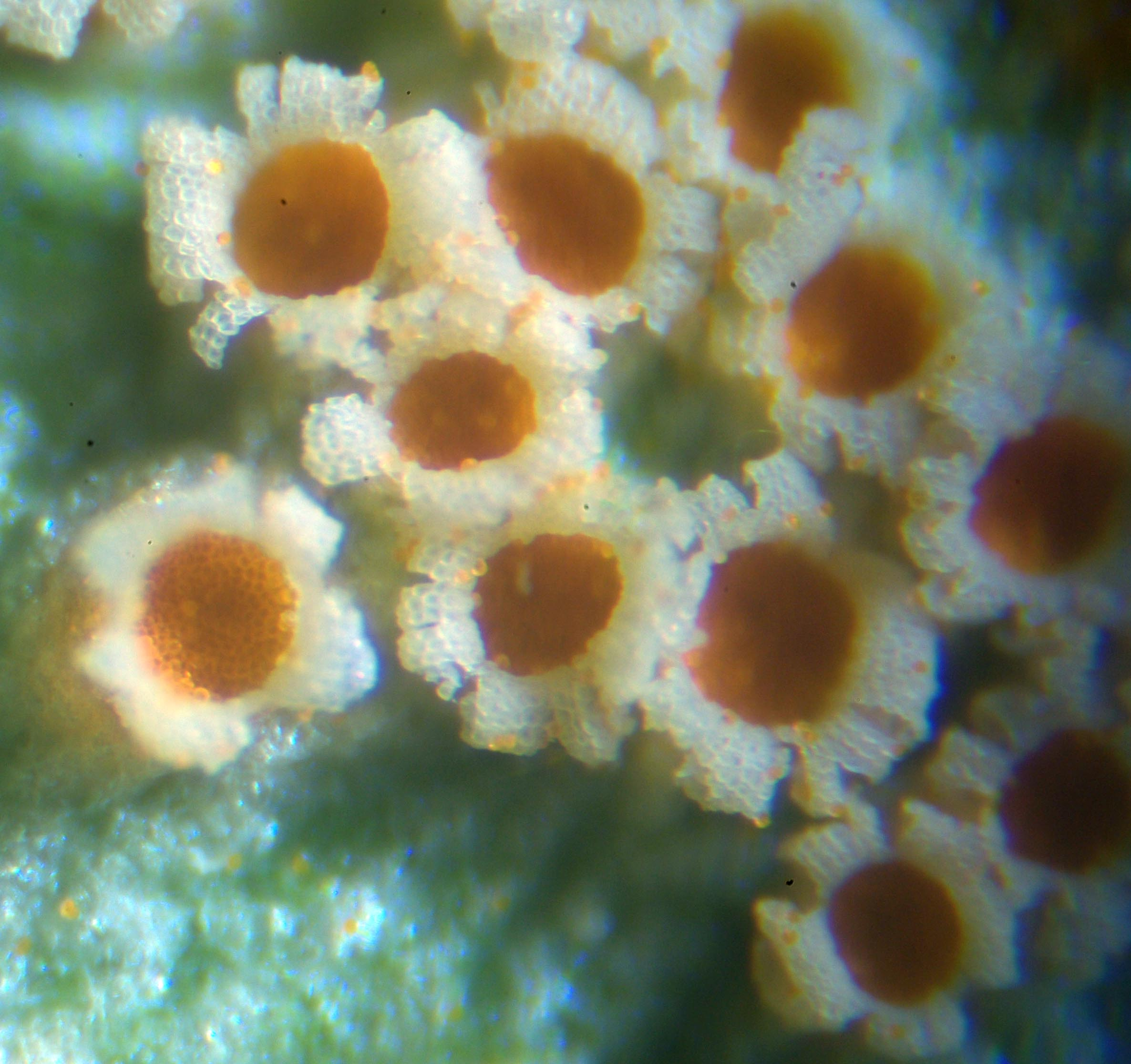
Ecis en forma de corona de Puccinia sessilis sobre una fulla dArum maculatum

Un eci o ecidi (del llatí aecium) és una estructura reproductora especialitzada que produeix eciòspores o ecidiòspores. És pròpia de certs fongs fitopatògens de l'ordre dels puccinials (Pucciniales) .
Són un receptacle de forma variada (corona, copa, sac, tub cilíndric o cònic, cúpula membranosa) el fons del qual és recobert de cèl·lules esporògenes, que originen cadenes d'espores. Les eciòspores són dicariòtiques (tenen dos nuclis haploides) i tenen la paret més o menys gruixuda, amb diversos porus germinatius. Si l’espècie és heteroica, es formen al mateix hoste que els picnis i la seva localització coincideix amb la dels estomes.